# 2e étape du Tour d'Espagne 2021
Pour un article plus général, voir Tour d'Espagne 2021.
La 2e étape du Tour d'Espagne 2021 se déroule le dimanche 15 août 2021, entre Caleruega et Burgos, sur une distance de 166,7 km.

## Déroulement de l'étape
En début d'étape, trois Espagnols membres d'équipes Pro-Teams prennent rapidement une avance de quatre minutes sur le peloton. Ces trois fuyards sont Diego Rubio (Burgos BH),  Sergio Román Martín (Caja Rural) et Xabier Mikel Azparren (Euskattel-Euskadi). Mais le peloton emmené par les équipes de sprinteurs revient progressivement sur les échappés et reprend le dernier d'entre eux, Rubio Hernández, à 20 kilomètres de l'arrivée. À 4,2 kilomètres de l'arrivée, une chute retarde plusieurs prétendants au classement général, dont Adam Yates (Ineos Grenadiers), Hugh Carthy (EF Education-Nippo) et David de la Cruz (UAE Team Emirates), tous trois perdant entre 30 secondes et une minute à l'arrivée. Dans le sprint final, Jasper Philipsen (Alpecin-Fenix) devance Fabio Jakobsen (Deceuninck-Quick Step) pour décrocher la victoire et prendre la tête du classement par points tandis que Primož Roglič conserve le maillot rouge.

## Résultats

### Classement de l'étape
| \| Classement de l'étape \| Classement de l'étape \| Classement de l'étape \| Classement de l'étape \| Classement de l'étape \| \| Coureur \| Coureur \| Pays \| Équipe \| Temps \| \| --------------------- \| --------------------- \| --------------------- \| ---------------------------------- \| --------------------- \| \| 1er \| Jasper Philipsen \| Belgique \| Alpecin-Fenix \| 3 h 58 min 57 s \| \| 2e \| Fabio Jakobsen \| Pays-Bas \| Deceuninck-Quick Step \| + 0 s \| \| 3e \| Michael Matthews \| Australie \| BikeExchange \| + 0 s \| \| 4e \| Sebastián Molano \| Colombie \| UAE Team Emirates \| + 0 s \| \| 5e \| Alex Aranburu \| Espagne \| Astana-Premier Tech \| + 0 s \| \| 6e \| Jon Aberasturi \| Espagne \| Caja Rural-Seguros RGA \| + 0 s \| \| 7e \| Martin Laas \| Estonie \| Bora-Hansgrohe \| + 0 s \| \| 8e \| Riccardo Minali \| Italie \| Intermarché-Wanty-Gobert Matériaux \| + 0 s \| \| 9e \| Florian Vermeersch \| Belgique \| Lotto-Soudal \| + 0 s \| \| 10e \| Piet Allegaert \| Belgique \| Cofidis \| + 0 s \| |                    |           |                                    |                 |
| |                    |           |                                    |                 |
| Source : ProCyclingStats |                    |           |                                    |                 |
| Classement de l'étape |                    |           |                                    |                 |
| Coureur | Coureur            | Pays      | Équipe                             | Temps           |
| 1er | Jasper Philipsen   | Belgique  | Alpecin-Fenix                      | 3 h 58 min 57 s |
| 2e | Fabio Jakobsen     | Pays-Bas  | Deceuninck-Quick Step              | + 0 s           |
| 3e | Michael Matthews   | Australie | BikeExchange                       | + 0 s           |
| 4e | Sebastián Molano   | Colombie  | UAE Team Emirates                  | + 0 s           |
| 5e | Alex Aranburu      | Espagne   | Astana-Premier Tech                | + 0 s           |
| 6e | Jon Aberasturi     | Espagne   | Caja Rural-Seguros RGA             | + 0 s           |
| 7e | Martin Laas        | Estonie   | Bora-Hansgrohe                     | + 0 s           |
| 8e | Riccardo Minali    | Italie    | Intermarché-Wanty-Gobert Matériaux | + 0 s           |
| 9e | Florian Vermeersch | Belgique  | Lotto-Soudal                       | + 0 s           |
| 10e | Piet Allegaert     | Belgique  | Cofidis                            | + 0 s           |

## Classements à l'issue de l'étape

### Classement général
| \| Classement général \| Classement général \| Classement général \| Classement général \| Classement général \| \| Coureur \| Coureur \| Pays \| Équipe \| Temps \| \| ------------------ \| ------------------ \| ------------------ \| --------------------- \| ------------------ \| \| 1er \| Primož Roglič \| Slovénie \| Jumbo-Visma \| 4 h 07 min 29 s \| \| 2e \| Alex Aranburu \| Espagne \| Astana-Premier Tech \| + 4 s \| \| 3e \| Michael Matthews \| Australie \| BikeExchange \| + 10 s \| \| 4e \| Josef Černý \| Tchéquie \| Deceuninck-Quick Step \| + 10 s \| \| 5e \| Dylan van Baarle \| Pays-Bas \| Ineos Grenadiers \| + 11 s \| \| 6e \| Andrea Bagioli \| Italie \| Deceuninck-Quick Step \| + 12 s \| \| 7e \| Aleksandr Vlasov \| Russie \| Astana-Premier Tech \| + 14 s \| \| 8e \| Jan Polanc \| Slovénie \| UAE Team Emirates \| + 15 s \| \| 9e \| Sepp Kuss \| États-Unis \| Jumbo-Visma \| + 15 s \| \| 10e \| Chad Haga \| États-Unis \| Team DSM \| + 17 s \| |                  |            |                       |                 |
| |                  |            |                       |                 |
| Source : ProCyclingStats |                  |            |                       |                 |
| Classement général |                  |            |                       |                 |
| Coureur | Coureur          | Pays       | Équipe                | Temps           |
| 1er | Primož Roglič    | Slovénie   | Jumbo-Visma           | 4 h 07 min 29 s |
| 2e | Alex Aranburu    | Espagne    | Astana-Premier Tech   | + 4 s           |
| 3e | Michael Matthews | Australie  | BikeExchange          | + 10 s          |
| 4e | Josef Černý      | Tchéquie   | Deceuninck-Quick Step | + 10 s          |
| 5e | Dylan van Baarle | Pays-Bas   | Ineos Grenadiers      | + 11 s          |
| 6e | Andrea Bagioli   | Italie     | Deceuninck-Quick Step | + 12 s          |
| 7e | Aleksandr Vlasov | Russie     | Astana-Premier Tech   | + 14 s          |
| 8e | Jan Polanc       | Slovénie   | UAE Team Emirates     | + 15 s          |
| 9e | Sepp Kuss        | États-Unis | Jumbo-Visma           | + 15 s          |
| 10e | Chad Haga        | États-Unis | Team DSM              | + 17 s          |

| Classement par points | Classement par points | Classement par points | Classement par points  | Classement par points |
| Coureur               | Coureur               | Pays                  | Équipe                 | Points                |
| --------------------- | --------------------- | --------------------- | ---------------------- | --------------------- |
| 1er                   | Jasper Philipsen      | Belgique              | Alpecin-Fenix          | 50 pts                |
| 2e                    | Fabio Jakobsen        | Pays-Bas              | Deceuninck-Quick Step  | 50 pts                |
| 3e                    | Alex Aranburu         | Espagne               | Astana-Premier Tech    | 50 pts                |
| 4e                    | Michael Matthews      | Australie             | BikeExchange           | 27 pts                |
| 5e                    | Primož Roglič         | Slovénie              | Jumbo-Visma            | 20 pts                |
| 6e                    | Sebastián Molano      | Colombie              | UAE Team Emirates      | 18 pts                |
| 7e                    | Bert Van Lerberghe    | Belgique              | Deceuninck-Quick Step  | 15 pts                |
| 8e                    | Jan Tratnik           | Slovénie              | Bahrain Victorious     | 15 pts                |
| 9e                    | Jon Aberasturi        | Espagne               | Caja Rural-Seguros RGA | 14 pts                |
| 10e                   | Omar Fraile           | Espagne               | Astana-Premier Tech    | 13 pts                |

| Classement par points | Classement par points | Classement par points | Classement par points  | Classement par points |
| Coureur               | Coureur               | Pays                  | Équipe                 | Points                |
| --------------------- | --------------------- | --------------------- | ---------------------- | --------------------- |
| 1er                   | Jasper Philipsen      | Belgique              | Alpecin-Fenix          | 50 pts                |
| 2e                    | Fabio Jakobsen        | Pays-Bas              | Deceuninck-Quick Step  | 50 pts                |
| 3e                    | Alex Aranburu         | Espagne               | Astana-Premier Tech    | 50 pts                |
| 4e                    | Michael Matthews      | Australie             | BikeExchange           | 27 pts                |
| 5e                    | Primož Roglič         | Slovénie              | Jumbo-Visma            | 20 pts                |
| 6e                    | Sebastián Molano      | Colombie              | UAE Team Emirates      | 18 pts                |
| 7e                    | Bert Van Lerberghe    | Belgique              | Deceuninck-Quick Step  | 15 pts                |
| 8e                    | Jan Tratnik           | Slovénie              | Bahrain Victorious     | 15 pts                |
| 9e                    | Jon Aberasturi        | Espagne               | Caja Rural-Seguros RGA | 14 pts                |
| 10e                   | Omar Fraile           | Espagne               | Astana-Premier Tech    | 13 pts                |

| Classement de la montagne | Classement de la montagne | Classement de la montagne | Classement de la montagne | Classement de la montagne |
| Coureur                   | Coureur                   | Pays                      | Équipe                    | Points                    |
| ------------------------- | ------------------------- | ------------------------- | ------------------------- | ------------------------- |
| 1er                       | Sepp Kuss                 | États-Unis                | Jumbo-Visma               | 3 pts                     |
| 2e                        | Sep Vanmarcke             | Belgique                  | Israel Start-Up Nation    | 2 pts                     |
| 3e                        | Rui Oliveira              | Portugal                  | UAE Team Emirates         | 1 pt                      |

| Classement de la montagne | Classement de la montagne | Classement de la montagne | Classement de la montagne | Classement de la montagne |
| Coureur                   | Coureur                   | Pays                      | Équipe                    | Points                    |
| ------------------------- | ------------------------- | ------------------------- | ------------------------- | ------------------------- |
| 1er                       | Sepp Kuss                 | États-Unis                | Jumbo-Visma               | 3 pts                     |
| 2e                        | Sep Vanmarcke             | Belgique                  | Israel Start-Up Nation    | 2 pts                     |
| 3e                        | Rui Oliveira              | Portugal                  | UAE Team Emirates         | 1 pt                      |

| Classement du meilleur jeune | Classement du meilleur jeune | Classement du meilleur jeune | Classement du meilleur jeune | Classement du meilleur jeune |
| Coureur                      | Coureur                      | Pays                         | Équipe                       | Temps                        |
| ---------------------------- | ---------------------------- | ---------------------------- | ---------------------------- | ---------------------------- |
| 1er                          | Andrea Bagioli               | Italie                       | Deceuninck-Quick Step        | 4 h 07 min 41 s              |
| 2e                           | Aleksandr Vlasov             | Russie                       | Astana-Premier Tech          | + 2 s                        |
| 3e                           | Clément Champoussin          | France                       | AG2R Citroën Team            | + 8 s                        |
| 4e                           | Gino Mäder                   | Suisse                       | Bahrain Victorious           | + 11 s                       |
| 5e                           | Florian Vermeersch           | Belgique                     | Lotto-Soudal                 | + 13 s                       |
| 6e                           | Egan Bernal                  | Colombie                     | Ineos Grenadiers             | + 15 s                       |
| 7e                           | Mauri Vansevenant            | Belgique                     | Deceuninck-Quick Step        | + 16 s                       |
| 8e                           | Tobias Bayer                 | Autriche                     | Alpecin-Fenix                | + 21 s                       |
| 9e                           | Alberto Dainese              | Italie                       | Team DSM                     | + 26 s                       |
| 10e                          | Fabio Jakobsen               | Pays-Bas                     | Deceuninck-Quick Step        | + 33 s                       |

| Classement du meilleur jeune | Classement du meilleur jeune | Classement du meilleur jeune | Classement du meilleur jeune | Classement du meilleur jeune |
| Coureur                      | Coureur                      | Pays                         | Équipe                       | Temps                        |
| ---------------------------- | ---------------------------- | ---------------------------- | ---------------------------- | ---------------------------- |
| 1er                          | Andrea Bagioli               | Italie                       | Deceuninck-Quick Step        | 4 h 07 min 41 s              |
| 2e                           | Aleksandr Vlasov             | Russie                       | Astana-Premier Tech          | + 2 s                        |
| 3e                           | Clément Champoussin          | France                       | AG2R Citroën Team            | + 8 s                        |
| 4e                           | Gino Mäder                   | Suisse                       | Bahrain Victorious           | + 11 s                       |
| 5e                           | Florian Vermeersch           | Belgique                     | Lotto-Soudal                 | + 13 s                       |
| 6e                           | Egan Bernal                  | Colombie                     | Ineos Grenadiers             | + 15 s                       |
| 7e                           | Mauri Vansevenant            | Belgique                     | Deceuninck-Quick Step        | + 16 s                       |
| 8e                           | Tobias Bayer                 | Autriche                     | Alpecin-Fenix                | + 21 s                       |
| 9e                           | Alberto Dainese              | Italie                       | Team DSM                     | + 26 s                       |
| 10e                          | Fabio Jakobsen               | Pays-Bas                     | Deceuninck-Quick Step        | + 33 s                       |

| Classement par équipes | Classement par équipes | Classement par équipes | Classement par équipes |
| Équipe                 | Équipe                 | Pays                   | Temps                  |
| ---------------------- | ---------------------- | ---------------------- | ---------------------- |
| 1re                    | Jumbo-Visma            | Pays-Bas               | 12 h 23 min 04 s       |
| 2e                     | Astana-Premier Tech    | Kazakhstan             | + 6 s                  |
| 3e                     | Deceuninck-Quick Step  | Belgique               | + 10 s                 |
| 4e                     | Bahrain Victorious     | Bahreïn                | + 13 s                 |
| 5e                     | Ineos Grenadiers       | Royaume-Uni            | + 16 s                 |
| 6e                     | Team DSM               | Allemagne              | + 20 s                 |
| 7e                     | UAE Team Emirates      | Émirats arabes unis    | + 22 s                 |
| 8e                     | Movistar Team          | Espagne                | + 26 s                 |
| 9e                     | Bora-Hansgrohe         | Allemagne              | + 41 s                 |
| 10e                    | Team BikeExchange      | Australie              | + 45 s                 |

| Classement par équipes | Classement par équipes | Classement par équipes | Classement par équipes |
| Équipe                 | Équipe                 | Pays                   | Temps                  |
| ---------------------- | ---------------------- | ---------------------- | ---------------------- |
| 1re                    | Jumbo-Visma            | Pays-Bas               | 12 h 23 min 04 s       |
| 2e                     | Astana-Premier Tech    | Kazakhstan             | + 6 s                  |
| 3e                     | Deceuninck-Quick Step  | Belgique               | + 10 s                 |
| 4e                     | Bahrain Victorious     | Bahreïn                | + 13 s                 |
| 5e                     | Ineos Grenadiers       | Royaume-Uni            | + 16 s                 |
| 6e                     | Team DSM               | Allemagne              | + 20 s                 |
| 7e                     | UAE Team Emirates      | Émirats arabes unis    | + 22 s                 |
| 8e                     | Movistar Team          | Espagne                | + 26 s                 |
| 9e                     | Bora-Hansgrohe         | Allemagne              | + 41 s                 |
| 10e                    | Team BikeExchange      | Australie              | + 45 s                 |

## Abandons
- Aucun abandon.